# Fulbert de Chartres
Fulbert de Chartres (960 - 10 d'abril de 1028) fou un bisbe de Chartres, amic i deixeble de Gerbert d'Aurillac.
Sant de l'Església Catòlica, la seva festivitat se celebra el 10 d'abril. És el fundador i la personalitat més eminent de l'Escola de Chartres. Savi de renom, docent en ciències profanes, teòleg i científic, ha passat a la història per ser el mestre d'obres de la reconstrucció de l'esplèndida catedral de Chartres després de l'incendi de la nit del 7 de setembre del 1020.
S'ignora on va néixer exactament i la data, però es calcula que podia ser originari de la Picardia. El seu nom prové de l'alemany volk (poble) i bert (brillant). Al contrari que els seus predecessors i successors en l'episcopat de Chartres, tots fills de famílies nobles, Fulbert provenia d'una família humil. S'educà a Reims, on molt probablement rebé part de la seva formació de part de l'arquebisbe Gerbert d'Aurillac, futur papa Silvestre II. Està documentada la seva estada a Reims al llarg de l'any 984. Fou enviat després a Chartres, on ensenyà durant vint anys abans de ser nomenat bisbe d'aquesta ciutat amb cinquanta anys l'any 1007. Allà fundà una escola de gran fama i notorietat, l'Escola de Chartres, de caràcter neoplatònic i neopitagòric, que destacà principalment en filosofia, matemàtiques i astronomia, a més de teologia.
Fou preceptor de Robert, fill del rei Hug Capet, qui més endavant, ja com rei Robert II de França conegut com "el Pietós", el nomenà bisbe de Chartres el 1007. Fou un bisbe conscient de la necessitat d'independència de l'Església. Fou conseller de nombrosos prínceps i reis, entre d'altres els d'Anglaterra, Hongria i Dinamarca.
Fou durant la seva vida un gran mestre en teologia, però també ensenyà gramàtica, retòrica, dialèctica, aritmètica i geometria. Fulbert fou qualificat pels seus contemporanis com el «venerable Sòcrates de l'acadèmia de Chartres».